# یواس‌اس پورت رویال (سی‌جی-۷۳)
یواس‌اس پورت رویال (سی‌جی-۷۳) (به انگلیسی: USS Port Royal (CG-73)) یک کشتی است که طول آن 567 feet (173 m) می‌باشد. این کشتی در سال ۱۹۹۲ ساخته شد.